# Thy
Thy är en del av norra Jylland i Danmark, som i sydväst bildar den smala landtungan Agger Tange, varigenom Thyborøn Kanal leder in från Nordsjön, och i sydöst genom en annan smal landtunga sammanhänger med halvön Thyholm, som sträcker sig ned till Oddesund. Strandbältet utmed Skagerrak och Nordsjön utgörs av dyner ("klitter") och sandhedar.
Längre in i norra Thy finns två högslätter på krit- eller kalkgrund: Hanstholm (högsta punkten är det 67 meter höga Hjærtebjerg) och Østholm, medan mellersta Thy är ett kuperat land med den 93 meter höga Ashøj som högsta punkt. I Thy finns många sjöar, av vilka Nors sø har utlopp i Nordsjön. Däremot torrlades den stora Sjørring sø på 1800-talet. I forntiden utgjorde Thy säkerligen en eller flera öar.